# Красный Бор (Дновский район)
Красный Бор — деревня в Дновском районе Псковской области России. Входит в состав Искровской волости.

## История
В 1938 г. постановлением президиума ВЦИК селение Погиблово переименовано в Бор. Точная дата присвоения современного названия не установлена, на картах до 1990-х годов выпуска деревня подписана как Бор-Погиблово.

## Население
| 2001 | 2002 | 2010 |
| ---- | ---- | ---- |
| 16   | ↘12  | ↗16  |